# Erpocotyle sphyrnae
Erpocotyle sphyrnae är en plattmaskart. Erpocotyle sphyrnae ingår i släktet Erpocotyle och familjen Hexabothriidae. Inga underarter finns listade i Catalogue of Life.